# Gewöhnliche Eselsdistel
Die Gewöhnliche Eselsdistel (Onopordum acanthium), auch einfach nur Eselsdistel Gemeine Eselsdistel, Krebsdistel, Wolldistel oder Krampfdistel genannt, ist eine Pflanzenart aus der Gattung Eselsdisteln (Onopordum) in der Unterfamilie der Carduoideae innerhalb der Familie der Korbblütler (Asteraceae).

## Beschreibung

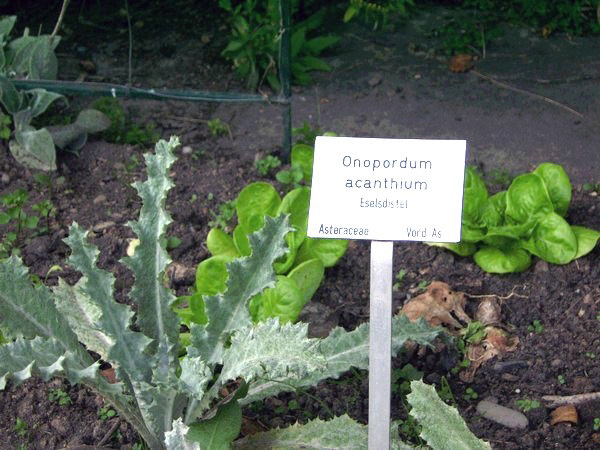
Habitus im ersten Jahr

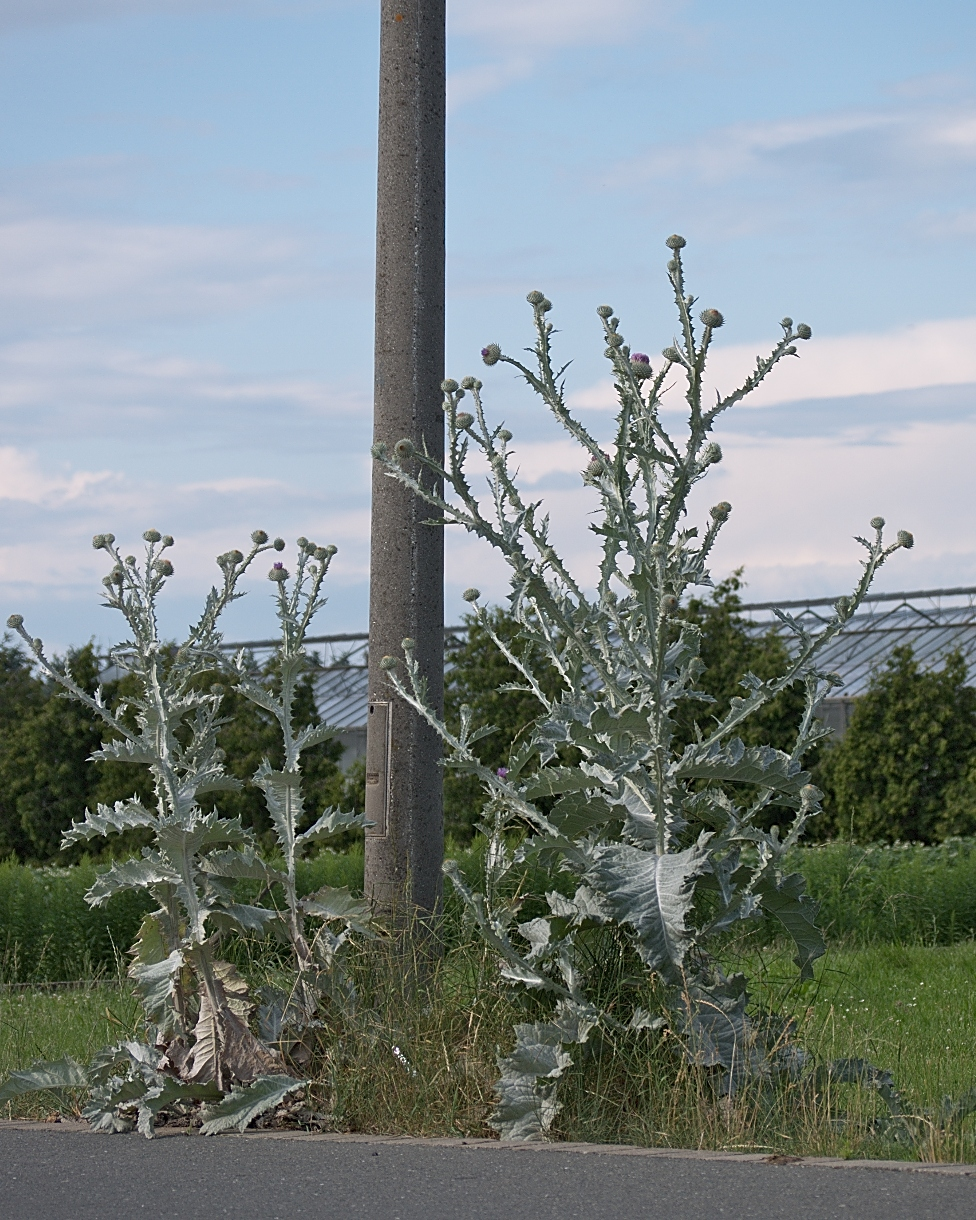
Habitus im zweiten Jahr

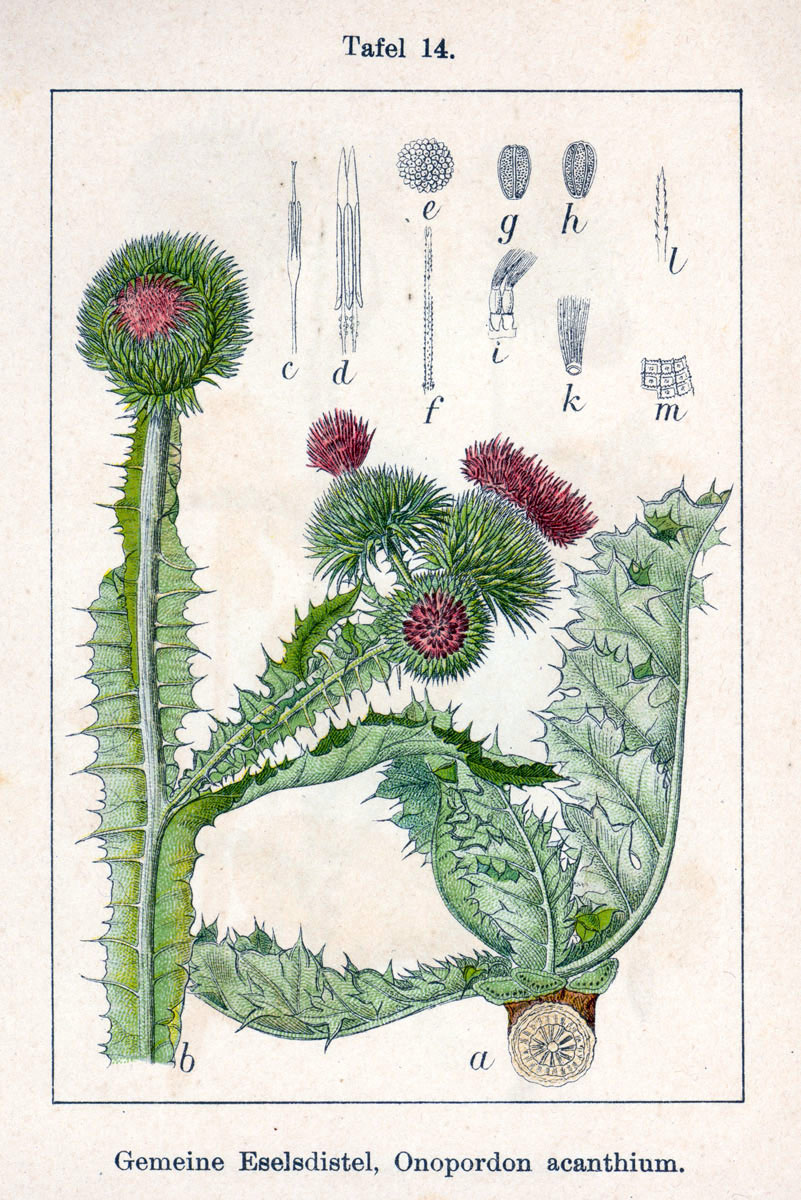
Illustration aus Sturm: Deutschlands Flora in Abbildungen, Band 14, 1796, Tafel 14

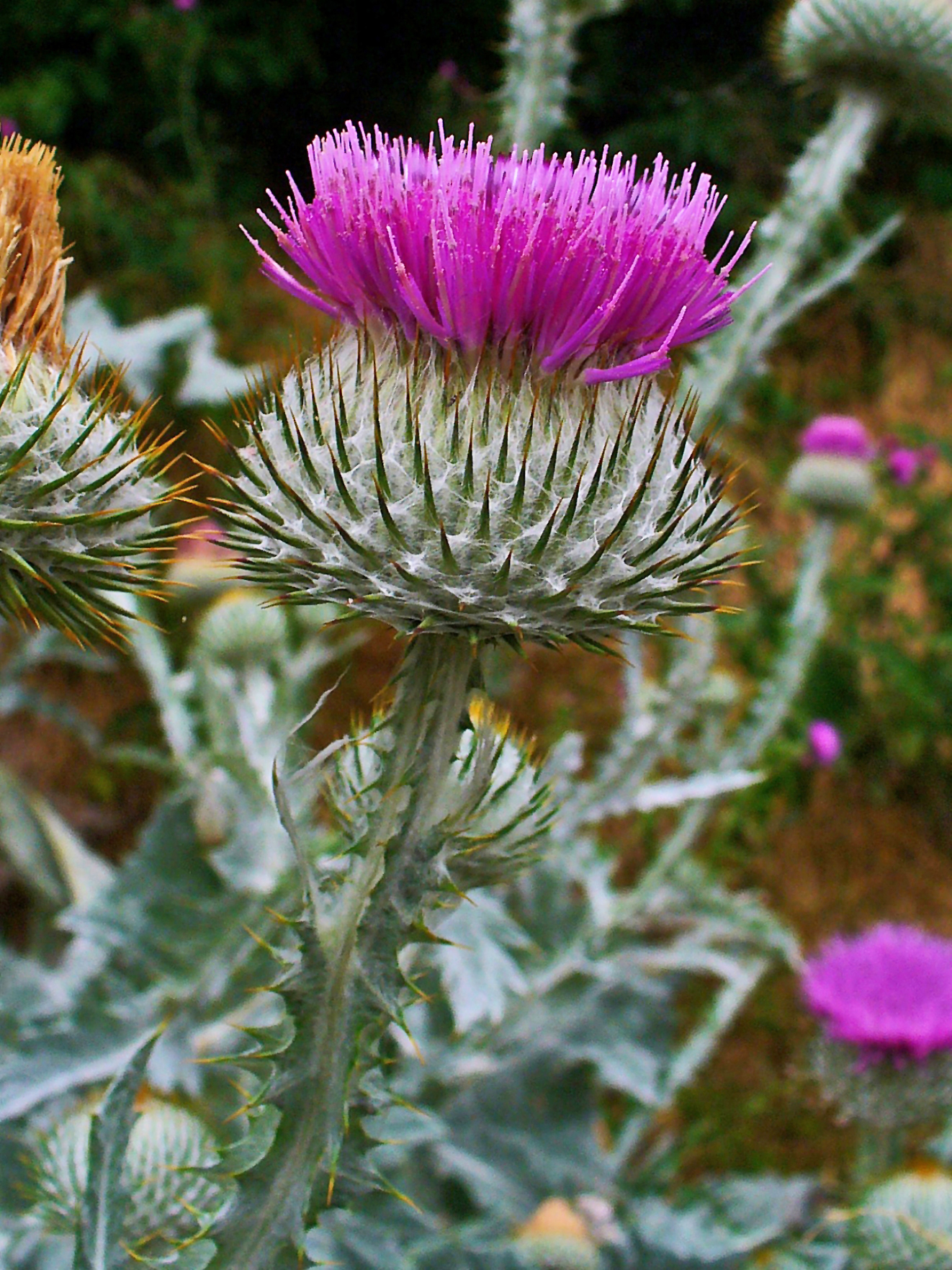
Blütenkorb

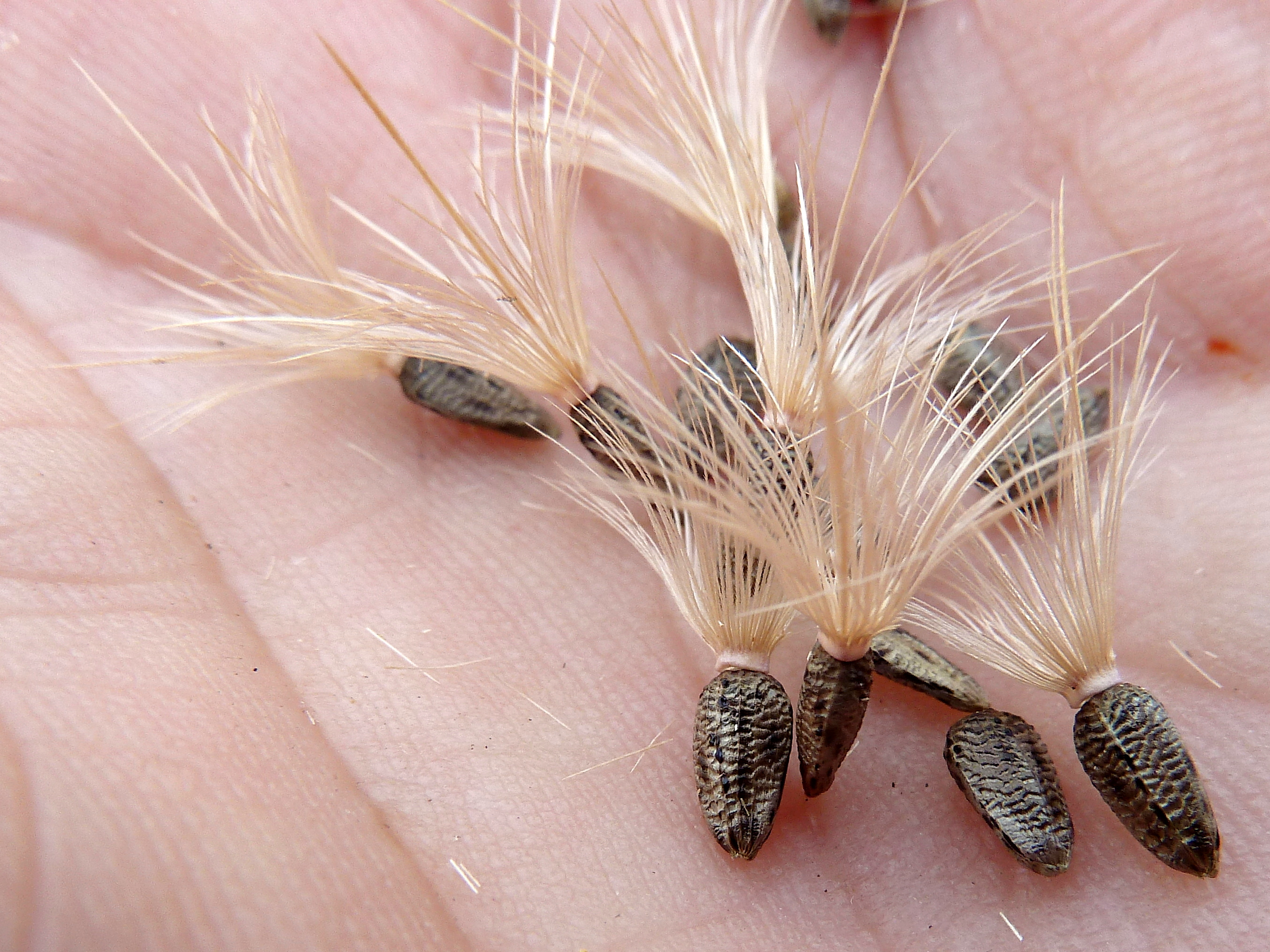
Achänen mit Pappus

### Vegetative Merkmale
Die Gewöhnliche Eselsdistel ist eine zweijährige krautige Pflanze: Im ersten Jahr wird eine Blattrosette gebildet; im zweiten Jahr wächst sie zu imposanten Wuchshöhen von 0,5 bis 1,5, selten bis zu 3 Metern und Pflanzendurchmessern von 1,5 Metern heran. Die oberirdischen Pflanzenteile sind dicht grau spinnwebig oder mehr oder weniger filzig behaart. Der aufrechte Stängel ist dornig breit geflügelt und im oberen Teil verzweigt.
Die Laubblätter sind im ersten Jahr in einer grundständigen Rosette und im zweiten Jahr sind viele Laubblätter wechselständig am Stängel verteilt angeordnet. Die bis über 1 Meter langen Blattspreiten sind breit-dreieckig oder eiförmig, kurz gezähnt oder fiederteilig, wellig und dornig. Ihre breit herablaufenden Ränder bilden am Stängel dornige Flügel. Sie sind anfangs dicht spinnwebig-wollig und später verkahlend. Die Blattabschnitte sind dreieckig und enden in einem starren Dorn. Die Blattspreite der unteren Laubblätter sind in einen kurzen Stiel verschmälert, die anderen Laubblätter sind am Stängel herablaufend.

### Generative Merkmale
Die einzeln endständigen, aufrechten Blütenkörbe sind bei einer Höhe von 3 bis 5 Zentimetern sowie einem Durchmesser von 3 bis über 5 Zentimetern kugelig und relativ groß. Die Korbhülle (Involucrum) ist kugelig und besteht aus an ihrer Basis breiten dornigen Hüllblättern, die in einen kräftigen gelb-roten Dorn enden. Die äußeren Hüllblätter sind weit abstehend. Es sind nur Röhrenblüten vorhanden, die purpurrot sind.
Nach der Anthese schwellen die Blütenkörbe an und produzieren 8.500 bis 40.000 Achänen. Die 4 bis 5 Millimeter lange Achänen sind abgeflacht vierkantig, kahl und querrunzelig. Der Pappus ist rötlich und etwa so lang wie die Achäne mit 5 bis 10 Millimeter langen, einfachen, rötlichen Pappusborsten.
Die Chromosomenzahl beträgt 2n = 34.

## Ökologie
Bei der Gewöhnlichen Eselsdistel handelt es sich um einen monokarpen Hemikryptophyten, der im ersten Jahr eine Blattrosette mit tiefreichendem „Wurzelwerk“ ausbildet. Die oberirdischen Pflanzenteile erscheinen durch Totalreflexion des Lichts dicht grau-weißfilzig.
Die Blattflügel der Stängel dienen der Stabilisierung der großen Pflanze im Sturm und auch der Wasserableitung direkt in den Wurzelbereich. Die Dornen halten Paarhufer vom Fressen ab. Alle diese Merkmale können als xerophytische Anpassungen an trockene Standorte gedeutet werden.
Die Blütezeit reicht von Juli bis August oder in der Schweiz sogar bis September. Blütenökologisch hat es sich um den „Korbblumen-Typ“. Wegen der bis zu 12 Millimeter langen Kronröhre können nur langrüsselige Besucher an den Nektar gelangen. Die zwei bis 5 Millimeter langen Griffeläste spreizen nicht, sondern wenden zur Reife allein ihre mit Papillen besetzten Außenränder. Dieses abweichende „Verhalten“ eines Korbblütlers führt zu geringerer Verdunstung im Narbenbereich.
Blütenbesucher sind neben Bienen-Verwandten, Wespen und Schmetterlingen auch Schwebfliegen, die den Pollen von den aus der Blütenkrone ragenden Staubbeuteln sammeln.
Die Früchte sind ölreiche Achänen, sie tragen einen wenigreihigen, gefiederten und hygroskopischen (nur bei Trockenheit spreizenden) Pappus und verbreiten sich deshalb als Schirmchenflieger. Dazu findet Adhäsionsausbreitung bei feuchtem Wetter statt sowie Ausbreitung durch Ameisen und Ausbreitung als Kulturflüchter durch den Menschen. Die Achänen sind langlebig, weisen also eine vieljährige Keimfähigkeitsdauer auf.
Gallbildungen werden durch Tripeta postica hervorgerufen. Die Gewöhnliche Eselsdistel ist Wirtspflanze für die Pilzarten Bremia lactucae und Erysibe cichoriacearum.

## Vorkommen
Die Gewöhnliche Eselsdistel stammt aus submediterranen, kontinentalen Gebieten in Europa und West- bis Zentralasien. Sie kommt neben ihren Ursprungsländern vereinzelt in weiten Teilen Europas vor. Ihr ursprüngliches Verbreitungsgebiet reicht von Europa über Zentralasien bis Pakistan und Algerien. Es gibt Fundortangaben (ursprüngliche Vorkommen) für Algerien, Spanien, Portugal, Frankreich, Italien, die Schweiz, Österreich, Deutschland, die Niederlande, Tschechien, Ungarn, Belarus, die Ukraine, die Krim, Moldawien, die Slowakei, Slowenien, Kroatien, Serbien, Bosnien und Herzegowina, Montenegro, Rumänien, Albanien, Bulgarien, Nordmazedonien, Griechenland, die Türkei, den Iran, dem nördlichen Irak, Ciskaukasien, Armenien, Aserbaidschan, Georgien, Dagestan, Kasachstan, Kirgisistan, Tadschikistan, Turkmenistan, Usbekistan, Afghanistan, dem nördlichen Xinjiang, dem nördlichen Pakistan sowie die indischen Bundesstaaten Jammu und Kaschmir. Sie ist ein Neophyt in Nordamerika, Australien und Sibirien. In den Vereinigten Staaten ist sie ein Neophyt und gilt dort als invasive Pflanze. Onopordum acanthium ist ein Neophyt in Dänemark, Norwegen, Schweden, Vereinigtes Königreich, Belgien, Polen, Estland, Litauen, Lettland, in den östlichen russischen Gebieten südliches Krasnojarsk, Oblast Kurganskaja sowie Omsk, den australischen Bundesstaaten New South Wales, South Australia, Victoria sowie Tasmanien, Neuseeland, den kanadischen Provinzen Québec, Nova Scotia, Ontario, New Brunswick sowie British Columbia und den US-Bundesstaaten Washington, Colorado, Idaho, Montana, Oregon, Wyoming, Connecticut, Indiana, Massachusetts, Michigan, New Jersey, New York, Ohio, Pennsylvania, Rhode Island, Vermont, West Virginia, Illinois, Iowa, Kansas, Minnesota, Missouri, Nebraska, Oklahoma, Wisconsin, Alabama, Delaware, Kentucky, Maryland, Virginia, Florida, New Mexico, Texas, Arizona, Nevada, Utah sowie Kalifornien und die südamerikanischen Staaten Uruguay, Argentinien sowie Chile.
Die Gewöhnliche Eselsdistel gedeiht meist auf im Sommer trockenen Standorten auf sandigen Lehm- und kalkhaltigen Böden. So kommt sie in Deutschland und angrenzenden Ländern als Ruderalpflanze z. B. am Wegrand (daher „Wegdistel“ im Niederländischen), auf Verkehrsinseln, Trockenwiesen und Feldern vor. In Teilen ihres Verbreitungsgebietes ist sie eine gefährdete Pflanzenart. Eher Temperatur und Feuchtigkeit als der Nährstoffreichtum des Bodens bestimmen die ökonomische Leistung dieser Pflanzenart.
Nach Ellenberg ist sie eine Volllichtpflanze, ein Wärmezeiger, subkontinental verbreitet, ein Schwachsäure- bis Schwachbasezeiger, ein ausgesprochener Stickstoffzeiger, und eine Verbandscharakterart Wärmebedürftiger Distelgesellschaften. Nach Oberdorfer ist Onopordum acanthium eine Charakterart des Onopordetum acanthii (der Eselsdistel-Flur, eine wärmeliebende pflanzensoziologische Assoziation bodentrockener Standorte aus dem Onopordion-Verband).
Die ökologischen Zeigerwerte nach Landolt et al. 2010 sind in der Schweiz: Feuchtezahl F = 2 (mäßig trocken), Lichtzahl L = 4 (hell), Reaktionszahl R = 4 (neutral bis basisch), Temperaturzahl T = 4+ (warm-kollin), Nährstoffzahl N = 5 (sehr nährstoffreich bis überdüngt), Kontinentalitätszahl K = 4 (subkontinental).

## Systematik
Die Erstveröffentlichung von Onopordum acanthium erfolgte 1753 durch Carl von Linné in Species Plantarum, Tomus II, S. 827. Der wissenschaftliche Namen Onopordum acanthium bedeutet „dornige Eselblähung“, abgeleitet aus der Wirkung dieser Pflanzenart auf Esel.
Je nach Autor gibt es wenige Unterarten:
- Onopordum acanthium L. subsp. acanthium[11]
- Onopordum acanthium subsp. ceretanum (Sennen) Arènes: Sie kommt nur in Frankreich vor.[11]
- Onopordum acanthium subsp. gautieri (Rouy) Bonnier (Syn.: Onopordum gautieri Rouy): Sie kam früher in Frankreich vor.[11]
- Onopordum acanthium subsp. gypsicola G. González & al.: Sie kommt nur in Spanien vor.[11]

## Nutzung
Einige Pflanzenteile wären notfalls für den Menschen verwertbar, wie z. B. die Blütenkörbchen und deren Korbböden artischockenähnlich als Gemüse, die „Stiele“ (geschält) wie Spargel oder Rhabarber in Wasser gekocht. Der „Samen“ (25 % ölhaltig) lässt sich zu essbarem Öl (auch lampengeeignet) pressen.
Die Blüten enthalten Onopordopikrin, Flavonglykoside und Gerbstoffe. Der der Droge zugeschriebene cardiotonische Effekt ist fragwürdig, neuere Untersuchungen liegen jedenfalls nicht vor.

## Geschichte
Diese Distel, in Schottland „Schottische Distel“ („Scotch / Scottish Thistle“) oder „Baumwolldistel“ („Cotton Thistle“) wegen des (baum)wollartigen Samens (daher auch schwed. „Ulltistel“ – „Wolldistel“) genannt, ist seit dem 13. Jahrhundert Wappenpflanze Schottlands und der Stewarts; der Legende nach wurde ein nächtlicher Überraschungsangriff barfüßiger Wikinger durch die stechenden Dornen der Eselsdistel entdeckt und schließlich abgewehrt. Der Distelorden (Order of the Thistle) ist Schottlands ältester und höchster Orden.
Die Eselsdistel ziert die Rückseite der 1-Pfund-Münzen, die 1984 und 1989 geprägt wurden, sowie von 1968 bis 2008 die Rückseite der 5-Pence-Münze. Sie ist außerdem auf der Rückseite der von der Bank of Scotland herausgegebenen Banknoten zu finden.

## Weitere Bilder

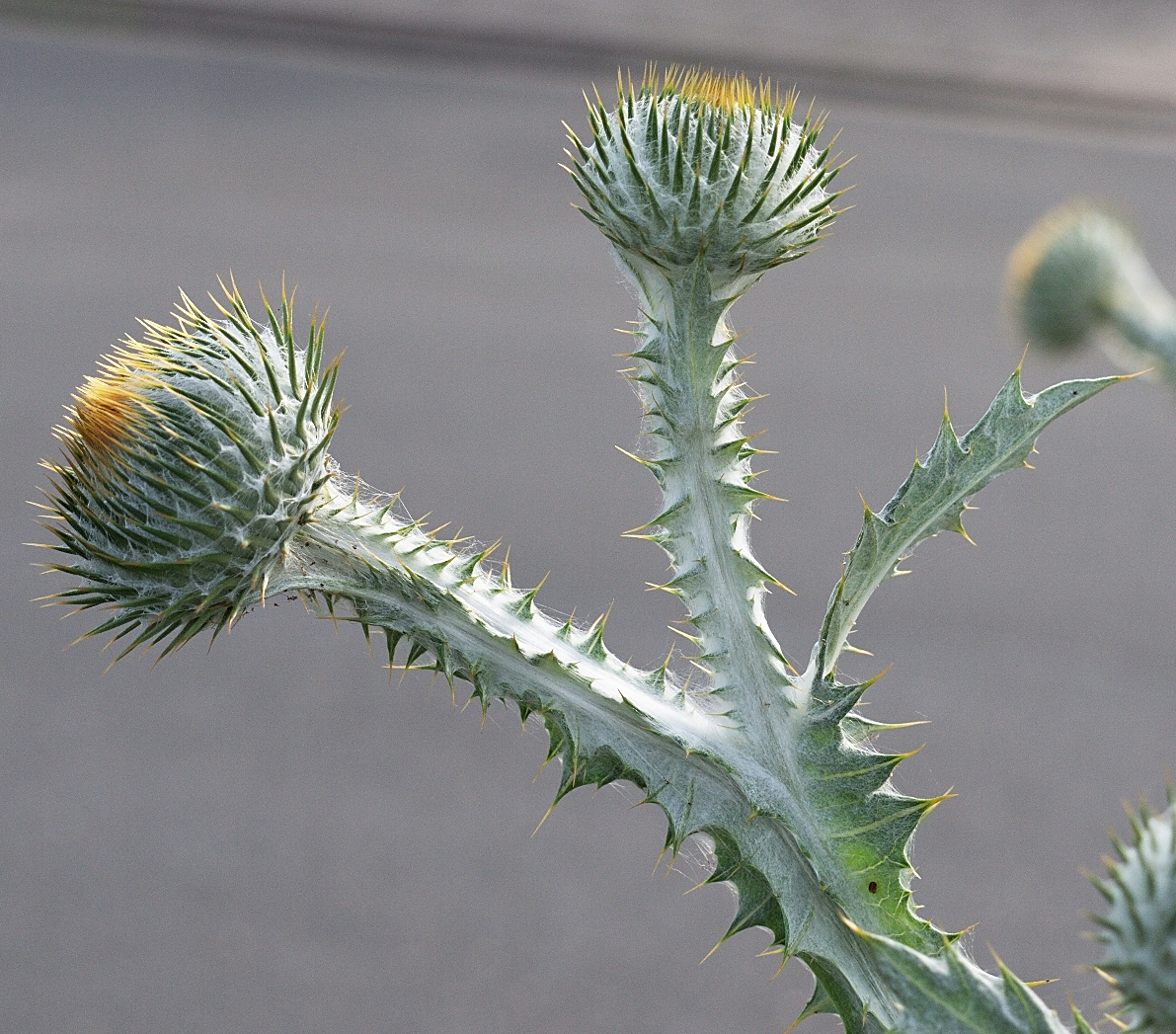
Blütenkörbe vor dem Aufblühen, am Ende hier schmal stachelig geflügelter Stängel
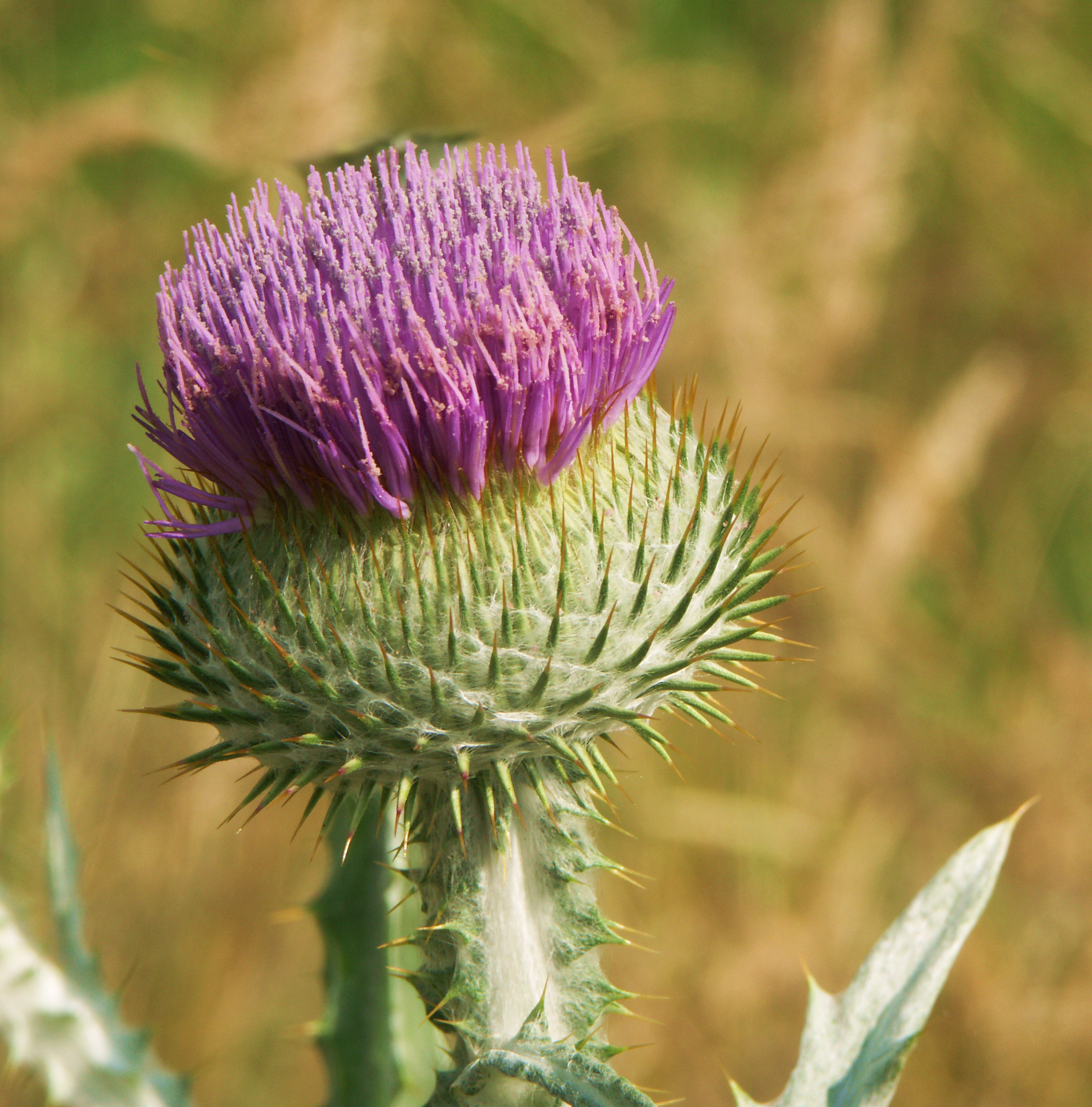
Blütenkorb, voll erblüht; unten halbkugelig die stacheligen Hüllblätter
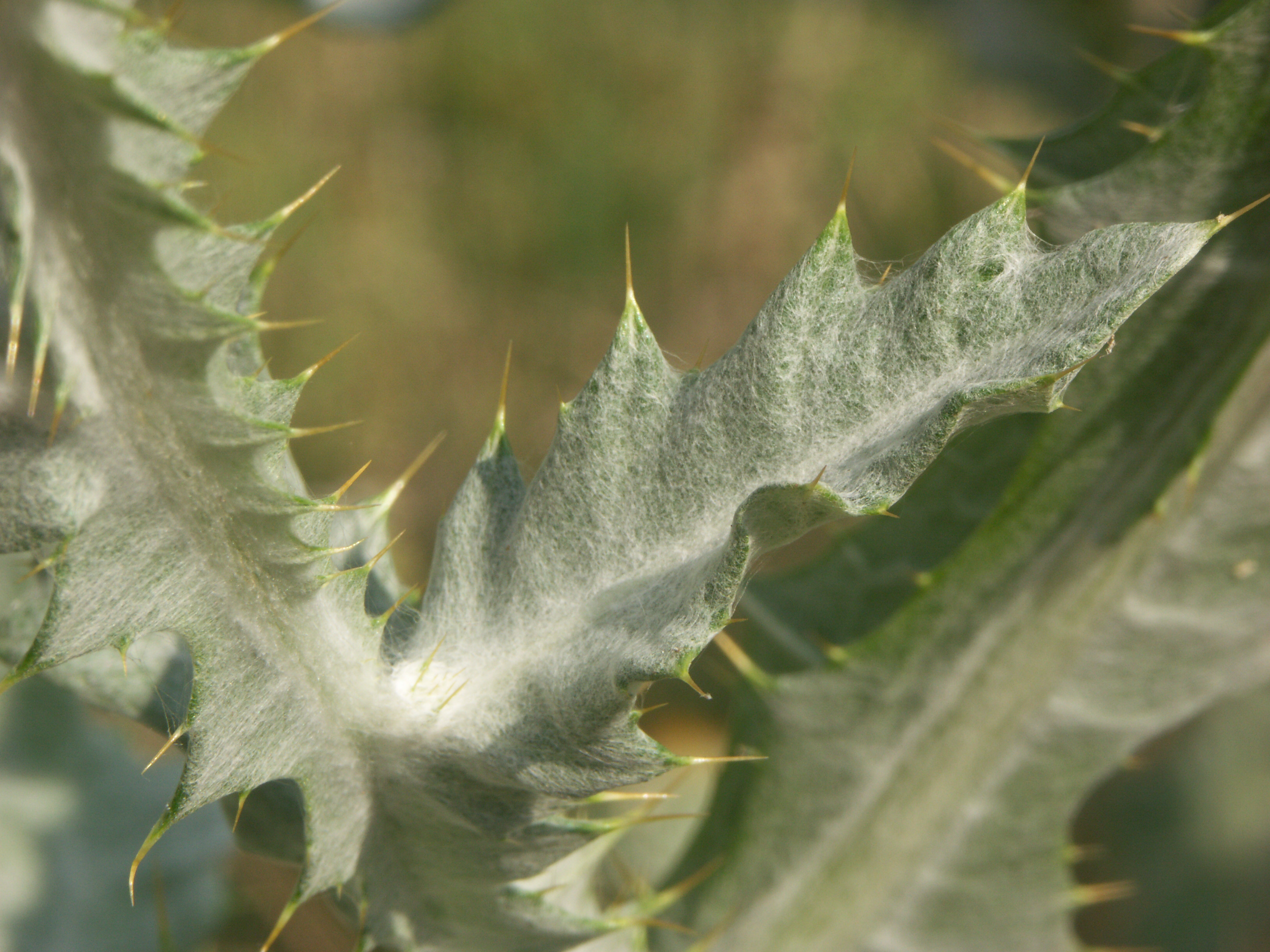
Laubblatt, dicht weißfilzig behaart, an hier breit geflügelten Stängelabschnitten

## Weiterführende Literatur

### Englisch- und Französischsprachige Wissenschaftliche Texte
- K. G. Beck: Biennial thistles. In: R. L. Sheley, J. K. Petroff (Hrsg.): Biology and Management of Noxious Rangeland Weeds. Oregon State University Press, Corvallis, Oregon 1999, ISBN 0-87071-461-9, S. 145–161.
- R. H. Callihan, T. W. Miller: Idaho’s Noxious Weeds. Scotch Thistle. 1998. Zugriff am 6. Dezember 2011.
- J. Davison, I. Hackett: Scotch thistle control in Nevada. Fact sheet – College of Agriculture, University of Nevada-Reno Cooperative Extension 1986.
- Muad Grieve: A Modern Herbal: The Medicinal, Culinary, Cosmetic and economic Properties, Cultivation and Folk-Lore of Herbs, Grasses, Fungi, Shrubs & Trees with Their Modern Scientific Uses. Dover Publications, Inc., New York 1971.
- J. F. Hooper, J. A. Young, R. A. Evans: Economic evaluation of Scotch thistle suppression. In: Weed Science. Band 18, Nr. 5, 1970, S. 583–586 (JSTOR:4041880).
- Ladislav Mucina: Syntaxonomy of the Onopordum acanthium communities in temperate and continental Europe. In: Vegetatio. Band 81, Nr. 1–2, 1989, S. 107–115, DOI: 10.1007/BF00045516.
- H. A. Roberts, R. J. Chancellor: Periodicity of seedling emergence and achene survival in some species of Carduus, Cirsium, and Onopordum. In: Journal of Applied Ecology. Band 16, Nr. 2, 1979, S. 641–647 (JSTOR:2402538).
- A. Vezina, M. M. Grandtner: Nouvelle station d’Onopordum acanthium L. au Québec. In: Le Naturaliste Canadien. Band 107, 1980, S. 45–47.

- Karte mit allen verlinkten Seiten:
- OSM |
- WikiMap